# Afokales Linsensystem

Das Kepler-Fernrohr ist ein afokales System

Als afokal bezeichnet man ein Linsensystem, das weder sammelnd noch zerstreuend wirkt. Das heißt, parallel eintreffende Strahlenbündel werden zwar innerhalb des Systems konvergent beziehungsweise divergent gebrochen, weitere Linsen oder Spiegel im Strahlengang bewirken jedoch, dass das Licht wieder parallel gerichtet austritt. Anders ausgedrückt: ein parallel zur optischen Achse eintreffender Strahl verlässt das System auch wieder achsparallel. Dies gilt streng genommen nur in der paraxialen Optik, da sonst die sphärische Aberration eine Abweichung verursachen kann.
Ein afokales System hat die Brechkraft Null und somit keine Brennweite bzw. diese ist unendlich. Es hat auch keine Haupt- und Knotenpunkte.
Schräg zur optischen Achse eintreffende Strahlenbündel treten unter einem anderen Winkel zur optischen Achse wieder aus, als sie ursprünglich eingetroffen sind. Dies bewirkt eine Änderung des Abbildungsmaßstabs, wenn das afokale System als Vorsatz vor einem anderen abbildenden System verwendet wird. Dies kann etwa das Auge sein, dem ein Fernrohr vorgesetzt wird.
Manche Zoomobjektive enthalten als Baugruppe ein afokales System.
Tele- und Weitwinkelkonverter, die vor ein Objektiv gesetzt werden, sind afokale Systeme. Dabei handelt es sich im Prinzip um ein Galilei-Fernrohr bzw. ein umgekehrtes solches.